# Krvavý orel

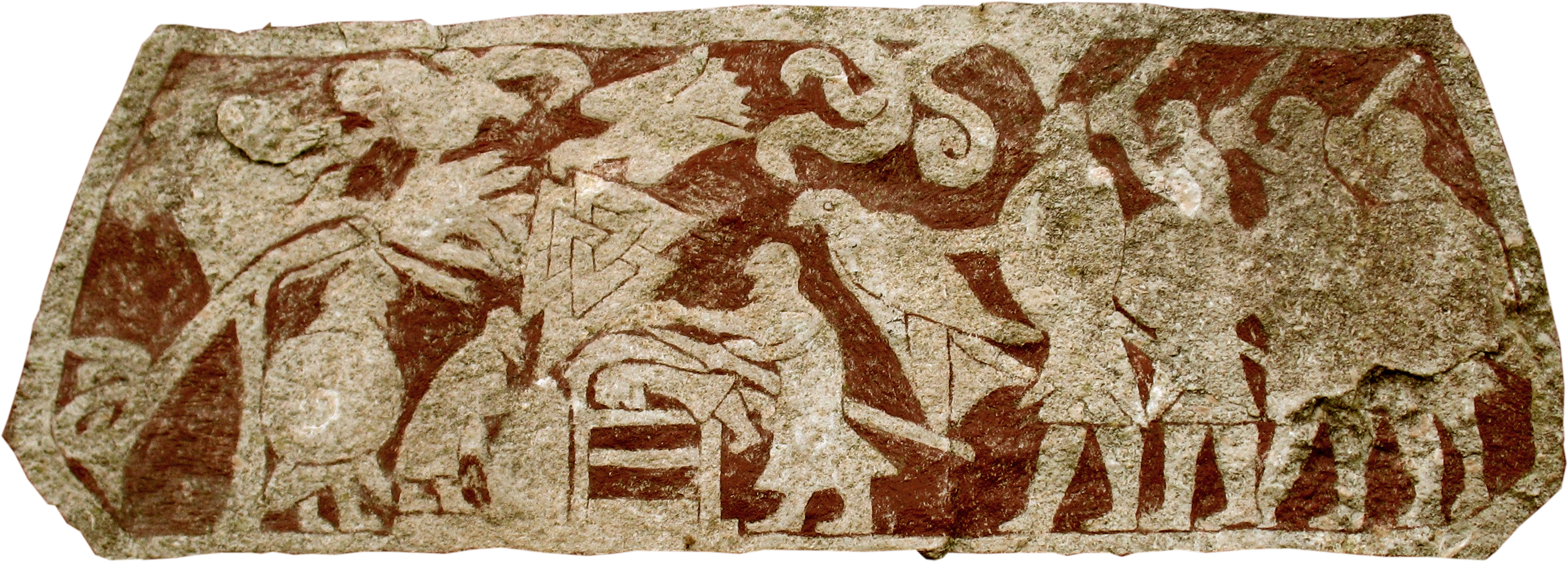
Scéna z gotlandského kamene Stora Hammars I, který má zobrazovat rituál krvavého orla

Krvavý orel je rituální způsob popravy popsaný ve skaldské poezii. Odsouzenému vězni se nařízla kůže na zádech tak, aby se odhalila jeho páteř. Poté se od páteře oddělila žebra a natočila do stran, aby připomínala křídla. Nakonec se vytáhly plíce a kůže se natáhla podél rozdělaných žeber (v některých případech byly plíce pokryté solí) a položily se na ramena. To vedlo ke smrti odsouzeného. Dodnes se vedou debaty o tom, zda byl tento rituál literární fikcí, jde o špatný překlad nebo byl skutečnou historickou praxí.
Popraveni tímto způsobem měli být např. král Ælle z Northumbrie, Halfdan Dlouhonohý (syn norského krále Haralda I.), irský král Máel Gualae nebo biskup z Canterbury Alphege.
Výzkum islandských vědců ukázal, že tento způsob popravy je anatomicky možný.